# Джамия на Осман Пазвантоглу
Джамията на Осман Пазвантоглу, понякога наричана по турски модел Осман Пазвантоглу джамия (на турски: Osman Pazvantoğlu Camii), е известен мюсюлмански храм, намиращ се във Видин.
В непосредствена близост в общ парцел е Библиотеката на Осман Пазвантоглу. Заедно образуват архитектурен ансамбъл, който е обявен за паметник на културата с национално значение. Намират се до Градската градина (крайдунавския парк) срещу Митрополския комплекс в Стария град (Калето).
Джамията може да бъде разгледана свободно от всеки посетител и дори снимана отвътре. Местен мюсюлмански духовник може да разкаже нейната история, да обясни вътрешните елементи, да преведе надписите по стените, да покаже библиотеката. Предлагат се за продан книги на религиозна и светска тематика.

## Ансамбъл
От ансамбъла на Пазвантоглу, граден в края на XVIII и началото на XIX век, до наши дни са останали само джамията и библиотеката. В ансамбъла вероятно е имало медресѐ (джамийско училище) или завиѐ (малка мюсюлманска религиозна обител).
Джамия
Джамията е масивна каменна постройка със строго ориенталска архитектура. Строена е в периода от 14 май 1801 до 4 май 1802 г.
Създава впечатление за двуетажност, въпреки че е едноетажна. Преддверието е оформено като открита галерия. Молитвеният салон е голям и е украсен с летвен таван, на който има голяма дърворезна розета. Има балкон, предназначен за жените.
От надписа над входа се разбира, че Пазвантоглу е посветил библиотеката на покойния си баща, посечен във Видин по заповед на султана.
Библиотека
Библиотеката е каменна, квадратна, покрита с купол от оловна ламарина, с малко открито преддверие и помещение. Посветена е на майката на Пазвантоглу. Строена е в периода от 4 май 1802 до 22 април 1803 г.
Книгите са били съхранявани в 24 сандъка. От тях 2014 тома са предадени на Турция, а 650 – на Ориенталския отдел на Народната библиотека „Св. св. Кирил и Методий“ (включително 92 тома със световно значение – по литература, история, медицина и право на османотурски и френски език).

## Символика
Минарето на джамията и библиотеката завършват със стилизиран връх на пика. Тя вероятно е знакът на войсковата част, към която спада Осман Пазвантоглу, или според друга версия изобразява обърнато сърце като израз на несподелена любов. Поради това е наричана Сърцатата джамия.
Поставянето на пика подчертава независимостта на Пазвантоглу от султана и държавата, чийто знак е полумесецът. Според някои Пазвантоглу е посветил джамията на баща си, посечен във Видин по заповед на султана; според други той я е посветил на своята любима българка.
По-известна е версията за несподелената любов между Осман Пазвантоглу и българска християнка. Според стари разбирания (а дори и днес все още се срещат) заради различната им религиозна принадлежност чувствата им остават несподелени и неразбрани от околните, както и възпрепятствани за развитие.

## Галерия
- Джамията с минарето
- Елемент от михраба
- Джамията през 1920 г.
- Библиотеката денем
- Библиотеката нощем
- Осман Пазвантоглу